# Муршид
Муршид (араб. مرشد, дос. «вчитель») в суфізмі – наставник для мюридів. Вчитель навчає свого учня через загальні уроки (сугбас) й індивідуальні рекомендації.
Муршид зазвичай навчає у одній (у небагатьох випадках — в кількох) таріці, тобто суфійській школі. 
Статус муршида надає його вчитель — шейх.